# Gass István
Gass István (Putnok, 1952. augusztus 22. –) magyar labdarúgó, csatár. Sportpályafutása befejezése után újságíró és hirdetésszervező.

## Pályafutása
1968-ban mutatkozott be az élvonalban a Diósgyőri VTK csapatában. Innen 1972-ben igazolt a Vasashoz,  ahol évekig meghatározó játékosa volt az angyalföldi csapatnak. Többnyire csatárként lépett pályára, de a középpályán is szerepelt. 1973-ban bajnoki bronzérmet és kupagyőzelmet szerzett a csapattal. Tagja volt az 1976–77-es idényben bajnokságot nyert Vasasnak. 1980-ban Zalaegerszegre igazolt, ahol további hét idényt játszott az élvonalban. Ezt követően magyar és osztrák alsóbb osztályú csapatokban szerepelt és fejezte be az aktív sportolást.
A magyar élvonalban összesen 456 mérkőzésen szerepelt és 134 gólt szerzett.

## Sikerei, díjai
- Magyar bajnokság
  - bajnok: 1976–77
  - 3.: 1972–73
- Magyar kupa
  - győztes: 1973
  - döntős: 1980